# (1211) Брессоль
(1211) Брессоль (лат. Bressole) — небольшой астероид внешней части главного пояса, который был обнаружен 2 декабря 1931 года французским астрономом Луи Буайе (Louis Boyer), работавшим тогда в Алжирской обсерватории.
Астероид получил название в честь племянницы его первооткрывателя. Время обращения астероида вокруг Солнца составляет 5,016 года.